# Pilotska jakna
Pilotska jakna dio je službene vojne odore koju nose pripadnici odnosno piloti letačkih postrojbi. Mogu biti izrađene od kože ili tkanine. Postoje standardi koji moraju biti zadovoljeni u pogledu izrade i kvalitete pilotskih jakni. Te standarde propisuju vojne specifikacije od kojih su najpoznatije one Ratnog zrakoplovstva SAD-a. Američka vlada traži izdržljivu vojnu odjeću, otpornu na različite mehaničke zahtjeve (ogrebotine, udarce, visoke temperature, kemijska otpornost, različita oštećenja). Po vojnim specifikacijama izrađuju se svi tipovi pilotskih jakna od kozje ili konjske kože (jer imaju najbolja mehanička svojstva), a koriste se i ostali specijalni materijali. Materijali izrade su:  
- sintetičke tkanine
  - nomex, (meta-aramid otporan na visoke temperature)
  - kevlar, (para-aramid otporan na metke)

- prirodna vlakna i koža
  - pamuk,
  - kozja koža (eng. goatskin), konjska koža (eng. horsehide)

## Pilotska jakna "A-1" Ratnog zrakoplovstva SAD-a
- Pilotska jakna "A-1" bila je namijenjena isključivo za pilote Ratnog zrakoplovstva SAD-a.
- Datira iz 1927. godine i danas nije standard jer je preteča pilotskoj kožnoj jakni "A-2".
- Karakterizira je vuneni ovratnik i kopčanje na gumbe jer u to vrijeme nije bilo patent zatvarača.

## Pilotska jakna "A-2" Ratnog zrakoplovstva SAD-a
- Pilotska jakna "A-2" je bila namijenjena isključivo za pilote Ratnog zrakoplovstva SAD-a, a do promjene je došlo u ranoj fazi II. svjetskog rata, kada ju je počelo dobivati i ostalo letačko osoblje. Piloti su je dobivali nakon završene osnovne obuke i to najčešće od strane zapovjednika. Kako su piloti mijenjali postojbe i baze, tako su mijenjali i dodavali prišivke na jakne, stavljali oznake čina i oslikavali ih, a najčešće bi to bile slike aviona u kojem su letjeli ili preslike slika s aviona u kojem su letjeli. Letačko osoblje bombardera, jakne je obično oslikavalo malim bombama, čiji broj je prikazivao broj misija u kojima su sudjelovali i te slike su se nalazile na prednjem desnom dijelu jakne. Neki piloti su u unutrašnjost jakni prišivali karte područja u kojima su obavljali svoje misije, a te karte su im trebale služiti za navigaciju ako bi bili oboreni, a neki su imali na podstavi ili na leđima jakne prišivke, tzv. blood chit, na jeziku države u kojoj bi bili u misiji, s obečanjem nagrade osobi koja bi ih pronašla ako bi bili oboreni.  Nosili su ih poznati američki generali Douglas MacArthur, George Patton i Glenn Miller.
- Materijal izrade: kozja koža (eng. goatskin), konjska koža (eng. horsehide), jako rijetko i kravlja koža (eng. cowhide).
- Opis: pilotska jakna "A-2" nema krzneni ovratnik već običan klasični koji je "drukerima" učvršćen za jaknu, ima pasice na ručnim zglobovima i pasicu oko struka, zadnjica je izrađena iz jedinstvene cjeline. Prednjicu karakteriziraju dva džepa s ulazima s gornje strane i s kopčanjem na "drukere", a novije inačice, od 1999. godine, imaju dodatne džepove sa strane, tzv. "grijače ruku" (handwarmers). Razlog za samo dva džepa koji su imali ulaze samo s gornje strane je bio taj jer su smatrali da džepovi koji imaju bočne ulaze neprikladni za vojne svrhe i da samo smetaju. Podstava jakne je na početku bila izrađivana od svile, a kasnije se prešlo na pamuk i pamučne mješavine. Boja podstave je svijetlo smeđa, slična boji hrđe. Na podstavi jakne, u visini vrata moraju se nalaziti etikete sa specifikacijom jakne. Većina jakni izrađenih prije II. svjetskog rata su bile od konjske kože, manji dio od kozje kože (kao današnje), a bilo je i proizvođača koji su ih radili od kravlje kože. Zakopčavanje jakni je bilo putem zatvarača "ciferšlusa" i A-2 jakne su među prvim odjevnim predmetima na kojima su korišteni. Jakne proizvedene do 1999. godine, su bile užeg kroja, tzv. slim fit, dok su nakon toga šire, tzv. loose fit. A-2 jakne su tijekom povijesti bile rađene u različitim nijansama i tonovima smeđe boje, iako su sve bile bazirane u na dvije osnovne nijanse "Seal" - tamno smeđa, gotovo crna i "Russet" - svijetlo smeđa. Većina jakni koje su izrađene u "Russet" nijansi su tijekom II. svjetskog rata prebojane u "Seal" nijansu kako bi se prekrila oštečenja i diskoloracije. Pasice su većinom bile izrađene u boji jakne, iako je bilo i iznimaka. Danas od oznaka sprijeda imaju predviđeno mjesto za jedan ili eventualno dva "čičak" amblema (eng. velcro patch), na kojima se nalazi ime vojne osobe odnosno amblem pripadajuće postrojbe.
- Povijest: standardizirana je 1931. godine, a vojni specifikacijski broj joj je "94-3040", broj nacrta "31-1415". Specifikacijske etikete na jakni sadržavaju broj "30-1415".

U periodu od 1931. do 1944. godine, na desetke tisuća A-2 jakna bilo je proizvedeno i isporučeno Ratnom zrakoplovstvu SAD-a (tada USAAF - United States Army Air Forces, od 1947. United States Air Forces). Najproduktivnije razdoblje bilo je u periodu od 1942. do 1943. godine. Uoči i tijekom Drugog svjetskog rata postojalo je više vladinih dobavljača odnosno proizvođača jakna "A-2", koji su varirali svojom kvalitetom i karakteristikama. 
Od 1943. godine, pilotska jakna "A-2" proglašena je nestandardnom opremom američkih pilota pa su narudžbe bile izvršavane samo za pričuvne letačke postrojbe i zamjenu dotrajalih, a aktivni piloti zaduživali su pilotske jakne "B-10" i "B-15" izrađene od tkanine. Skladišne zalihe kožnih A-2 jakna ipak su bile isporučivane i u kasnim 1940-tima, a bile su korištene i u Korejskom ratu 1950-tih godina.
Osoblje Ratnog zrakoplovstva SAD-a godinama nakon Drugog svjetskog rata zalagalo se da kožne "A-2" jakne ponovno postanu standardnom opremom pilota što je rezultiralo njihovim ponovnim uvođenjem tek 1988. godine. Postoji fama da je Avirex, odnosno vlasnik imena tvrtka Cockpit USA, dobio ugovor 1987. godine, ali to nije istinito i takav ugovor nije postojao. Avirex je surađivao kod izrade probnog modela i otuda je vjerojatno nastala ta fama. Prvi ugovor, od ponovnog uvođenja A-2 jakne, kao dijela opreme vojnog pilota, dobila je 1988. godine tvrtka Cooper Sportswear koja je ugovorni dobavljač američkoj vladi do 1997. godine. Ovu jaknu najlakše je prepoznati jer je imala samo dva džepa s vanjske strane, koji su imali ulaz samo s gornje strane, dok u unutrašnjosti jakne džepova nije bilo. Po gubitku ugovora za A-2 i G-1 jakne, tvrtka Cooper Sportsewar je prestala s radom, a vlasnik iste je nastavio poslovati pod imenom Neil Cooper USA. U 2000-ima tvrtku Neil Cooper USA preuzima tvrtka U.S. Wings, Ohio. Ono po čemu je zaslužna tvrtka "Cooper Sportswear" je da je ista poboljšala funkcionalnost "A-2" jakne u skladu s potrebama američkih pilota modernog doba te kao takva odobrena Ratnom zrakoplovstvu SAD-a i osoblju NASA-e. Osim toga, zanimljivost tvrtke "Cooper Sportswear" je da je ista bila opskrbljivač američkoj vojsci još u Prvom svjetskom ratu, a što se tiče proizvodnje autentičnih pilotskih jakna "A-2" ima dužu tradiciju od tvrtke Cockpit USA (nekadašnji Avirex LTD.), a koji je osnovan 1975. godine.
Ovo je popis ugovornih dobavljača A-2 jakni za američko zrakoplovstvo od ponovnog uvođenja 1988. godine, s napomenom da ugovori nisu obnavljani svake godine:
- Cooper Sportswear je dobio ugovore 1988, 1992, 1995 i 1996. godine. Karakteristično za ovu jaknu je da nema džepove u unutrašnjosti. Za napomenuti je da je Cooper Sportswear jakne rađene za zrakoplovstvo radio pod etiketom Saddlery.
- Orchard Branded Garments je dobio ugovor 1992. godine (zajedno s Cooper Sportswearom). Karakteristično za ovu jaknu je da ima jedan džep u unutrašnjosti, s lijeve strane.
- Avirex je dobio ugovore 1998. i 1999. godine, s napomenom da je jakna proizvedena 1999. godine prvi puta imala dva unutarnja džepa i držač za dvije olovke u unutrašnjosti jakne, te dodatna dva džepa s vanjske strane (bočna), izrađena na isti način kao kod Top Gun G-1 jakne, dok jakna iz 1998. godine navedeno nije imala, odnosno bila je napravljena kao i Cooperove jakne.
- Cockpit je dobio ugovor 2007. godine. Navedena jakna ima sve karakteristike kao i Avirexova jakna iz 1999. godine.

Jakne proizvedene od strane Avirexa 1999. godine i Cockpita 2007. godine moraju u unutrašnjosti jakne, s leđne strane imati i amblem s natpisom DSCP (Defense Supply Center Philadelphia).
- Excelled sheepskin & leather coat co. je dobio ugovor 2013. godine. Navedena jakna ima iste karakteristike kao i Avirexova iz 1999. godine i Cockpitova jakna. Najveća razlika je u tome što se jakna više ne radi za DSCP (Defense Supply Center Philadelphia), nego za DLA (Defense Logistics Agency).

Letačke posade Ratnog zrakoplovstva SAD-a individualno mogu dodavati u smislu personalizacije jakna:
- ambleme (prišivke) postrojbi,
- "Blood chit" (eng. blood chit) - prišivke na poleđini jakna s uputama za zbrinjavanje oborenog američkog pilota koje su ispisane na lokalnim jezicima gdje se obavlja ratna misija,
- unutrašnje podstave.

Tvrtka "Cockpit USA" 1999. godine (tada pod imenom Avirex LTD.) ponovno dobiva ugovor s američkom vladom. Od 2000. godine počinje proizvoditi poboljšanu seriju službenih jakna "Official USAF 21st Century A-2" koristeći suvremene specifikacije koje je ranije s američkom vladom uspostavila tvrtka "Cooper Sportswear". Od 2006. godine, Code of Laws of the United States of America donosi rezoluciju "Berry Amendment" koja zahtijeva da Ministarstvo obrane Sjedinjenih Američkih Država daje smjernice u nabavama isključivo američkih domaćih proizvoda (hrana, odjeća, tkanine, specijalni metali) u smislu zaštite američke industrije. U dijelu koji se odnosi na specifikacije službenih jakna A-2 za Američku vladu, kozja koža (eng. goatskin) mora biti američkog porijekla od koza ojarenih i uzgojenih u SAD-u i štavljena u SAD-u. 
Ranije su tvrtke Cockpit USA (tada Avirex) i Cooper Sportswear uvažali kozju kožu iz Pakistana.
- Piloti Hrvatskog ratnog zrakoplovstva također nose kožne pilotske jakne "A-2" međutim nije poznato tko im je proizvođač. [nedostaje izvor].

## Pilotska jakna "G-1" Ratne mornarice SAD-a i Obalne straže SAD-a
- Pilotska jakna "G-1" namijenjena je za pilote Ratne mornarice SAD-a i Obalne straže SAD-a, kao i prateće osoblje (pilote na obuci, mehaničare, liječničko osoblje i sl).
- Materijal izrade: kozja koža (goatskin), kravlja koža (cowhide)
- Povijest: Prethodnica G-1 jakne stavljena je u upotrebu u američkoj mornarici, odnosno mornaričkom zrakoplovstvu 1930-ih godina, a standardizirana je od strane mornarice 1940. godine kao M-422A i za napomenuti je da ovratnik ove jakne nije imao krzno. Tijekom II. svjetskog rata, 1943. godine, postala je zajednička jakna mornaričkog zrakoplovstva (USN) i američkog zrakoplovstva (tada USAAF, danas USAF) i imala je oznaku ANJ-3 (Army Naval Jacket 3) i zamijenila je A-2 jaknu američkog zrakoplovstva, koja je u ponovnu upotrebu uvedena 1988. godine. Ono što danas poznajemo kao G-1 jaknu tehnički datira iz 1947. godine i korištena je u Korejskom ratu. Oznaka MIL-J-7823 počela se koristiti 1951. godine, te je imala više inačica, a današnja oznaka je MIL-J-7823E(AS). U vremenskom razdoblju 1979. – 1981., zbog budžetskih ograničenja, piloti i prateće osoblje nisu dobivali G-1 jaknu, nego je ista bila zamijenjena s ljetnom inačicom jakne od Nomexa, zelene boje, istom kakvu imaju piloti američkog zrakoplovstva (USAF). Promjenom propisa u 1990-ima, reduciran je broj prišivki koje se mogu imati na jakni, tako da ih sada jakna može imati jedan ili dva prišivka, odnosno obvezan je prišivak s imenom i činom osobe, koji se nalazi na lijevoj strani prsa, dok se na desnoj strani može, ali i ne mora nalaziti prišivak s amblemom postrojbe. Ranije nije bilo ovog ograničenja.
- Opis: karakterizira je krzneni ovratnik koji se na komercijalnoj - stiliziranoj inačici skida ili je fiksan ako se radi o vojnoj inačici jakne. Na zadnjici jakne karakterističan je vodoravni obrub po širini, izvedba "dvostrukog zamaha" zbog dodatne komocije, dva džepa s prednje strane s kopčanjem na gumbe (ako se radi o vojnoj inačici) dok dodatne džepove sa strane ima stilizirana - komercijalna inačica jakne, pasice na ručnim zglobovima i pasica oko struka. U unutrašnjosti jakne nalazi se samo jedan džep, koji je služio da se u njega stave karte. Svaka G-1 jakna koja se radi za američko mornaričko zrakoplovstvo na etiketi koja se nalazi s unutarnje strane jakne, u visini vrata, između ostalog mora sadržavati specifikaciju po kojoj je napravljena. Današnji službeni dobavljač G-1 jakne za mornaričko zrakoplovstvo je Excelled sheepskin & leather coat co.

## Komercijalne (stilizirane) pilotske jakne
Komercijalne - stilizirane inačice pilotskih jakna dostupne su na svjetskom tržištu. Službeni vojni proizvođači odnosno dobavljači također izrađuju i dobavljaju slične pilotske jakne za komercijalno tržište, a neki od proizvođača su Cockpit USA, Eastman Leather Clothing, nekadašnji Cooper Sportswear, US Wings, Orchard M/C, Brill Bros, Schott, Excelled i mnogi drugi. Nakon svjetskog uspjeha filma Top Gun, javila se cijela paleta proizvođača pilotskih jakna G-1 i to u njezinim različitim inačicama ne jednakih kvaliteta i sl.
Ipak u takvoj ponudi postoji samo nekoliko proizvođača koji prate originalne vojne specifikacije Ratnog zrakoplovstva SAD-a odnosno Ratne mornarice SAD-a te poštuju odabir specificiranih materijala u izradi istih. Neki od njih su Cockpit USA (ranije poznat kao Avirex LTD.) i US Wings.
Za izradu stiliziranih - komercijalnih pilotskih jakna za krajnje potrošače koristi se više vrsta koža, kozja (eng. goatskin), konjska (eng. horsehide), kravlja (eng. cowhide), ovčja (eng. sheepskin) dok je najčešća i najpoželjnija janjeća koža (eng. lambskin). 
Janjeća koža je manje izdržljiva i posebnim se ručnim procesom štavi (eng. tanning) i antikvira (eng. antiquing) pa brzo dobiva poželjan antikni izgled (eng. 100 mission battle worn look) kao da stvarno potječe iz neke povijesne ratne epohe Ratnog zrakoplovstva SAD-a. Svakim nošenjem jakna od janjeće kože postiže brzi efekt starenja, pucanja i svijetljenja. Podstava je izrađena od tkanine acetat koja također nije baš čvrsta, gužva se i puca nakon izvjesnog vremena nošenja. Tijekom Drugog svjetskog rata, izgled jakne pilota odavao je priču o njegovoj hrabrosti. Pukotine na koži jakne, zgužvani rukavi i pohabanost jakne bili su vizualni dokazi hrabrosti i herojstva pilota. Tvrtka Cockpit USA, inspirirana tim činjenicama, najuspješnije je udahnula taj efekt svojim jaknama vještinama i korištenjem posebne antikne janjeće kože s namjerno napravljenim nepravilnostima i reljefom na površini kože kako bi se stvorio prividan efekt starosti jakne. Dodatno s nastavkom nošenja takvog gotovog proizvoda, jakna gubi svoju tamnu boju i dobiva svijetlu bogatiju teksturu što još više pridonosi tom poželjnom efektu izgleda antikne jakne. Proces brzog starenja jakne može se usporiti tretiranjem jakne različitim pripravcima od kojih su najpoznatiji "Lexol" i "Mink oil". Komercijalne jakne namijenjene krajnjim postrošačima, ovisno o seriji, dekorirane su različitim amblemima Ratnog zrakoplovstva SAD-a ili Ratne mornarice SAD-a (Nosači zrakoplova klase Nimitz, Forrestal, Kitty Hawk, Midway, Essex, Gerald R. Ford). Ograničene serije jakna oslikavaju se na poleđini motivima u počast različitim minulim ratnim podvizima (npr. Rat na Pacifiku), "pin-up" djevojkama (eng. pin-up girl), a unutrašnjost jakna posvećene slavnim američkim vojnim zapovjednicima i pilotima, Richard Ira Bong, Ed Overend, Dick Rossi, Douglas MacArthur, Dwight D. Eisenhower, George Smith Patton, Chester W. Nimitz, William Halsey Jr. i dr.
- Na Cockpitovim "Top Gun G-1" jaknama nalazi se amblem USS William H. Standley u počast američkoj ratnoj krstarici odnosno razaraču koji je dobio ime po američkom admiralu Williamu H. Standleyu. Amblem je u stvarnosti godinama bio pogrešno izrađivan u vidu pogrešno napisanog imena krstarice pa se moglo iščitavati: "USS William M. Standle" ili "USS William D. Standle". Tek nedavno, tvrtka je ispravila tu pogrešku.
- Cockpitova serija jakna "Top Gun G-1 Movie Heroes" među ostalima sadrži i veliki amblem u počast nekadašnjem nosaču zrakoplova Ratne mornarice SAD-a, USS Oriskany (CV-34), koji je sudjelovao u Korejskom i Vijetnamskom ratu. Izvan službe stavljen je 1975. godine, a 2006. godine sudbina mu je zapečaćena specijalnim kontroliranim potapljanjem blizu obale Floride u Meksičkom zaljevu da služi kao umjetni greben rekreativnim roniocima. Oriskany je najveći umjetni greben na svijetu.

## Pogledajte i
- Avijacija
- Cowboys of the sky
- American Airpower Museum
- Top Gun
- Ratno zrakoplovstvo SAD-a
- Ratna mornarica SAD-a
- Obalna straža SAD-a
- Hrvatsko ratno zrakoplovstvo i protuzračna obrana